# Tubo de Williams

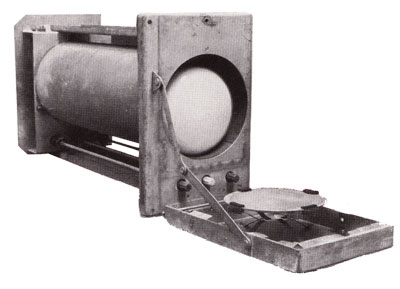
O tubo de Willians

Tubo de Willians é um tipo de memória para computadores criada por Sir Frederick Williams no ano de 1947 na Universidade inglesa de Manchester 

## Descrição
Os primeiros computadores utilizavam este tipo memórias de tubos de raios catódicos, e também as memórias de linha de retardo (um tubo de aproximadamente  150 cm de comprimento contendo mercúrio e com um cristal de quartzo em cada ponta; os dados que seriam armazenados passavam pelo mercúrio na forma de vibrações mecânicas e eram reconvertidos na outra ponta) e as de díodo-capacitor.